# Malá Fatra
Malá Fatra je pohoří na severu Slovenska v Žilinském kraji a malou části v Trenčínském kraji. Je součástí krajinného celku Fatransko-tatranská oblast, který je součástí Vnitřních Západních Karpat. Po Vysokých, Nízkých Tatrách a Oravských Beskydech je čtvrtým nejvyšším pohořím Slovenska s bohatou a poměrně zachovalou západokarpatskou přírodou. Významnou část pohoří v krivánské části Malé Fatry zabírá Národní park Malá Fatra.
Nejvyšší horou je Velký Kriváň s nadmořskou výškou 1709 m n. m. V Strečnianském průsmyku je pohoří řekou Váh rozděleno na Krivánskou Malou Fatru a Lúčanskou Malou Fatru. Celé území patří do povodí Váhu. Pohoří je hustě zalesněné pouze s výjimkou bezlesých hřebenů. Oblast Malé Fatry je oblíbenou letní i zimní turistickou lokalitou.

## Členění Malé Fatry

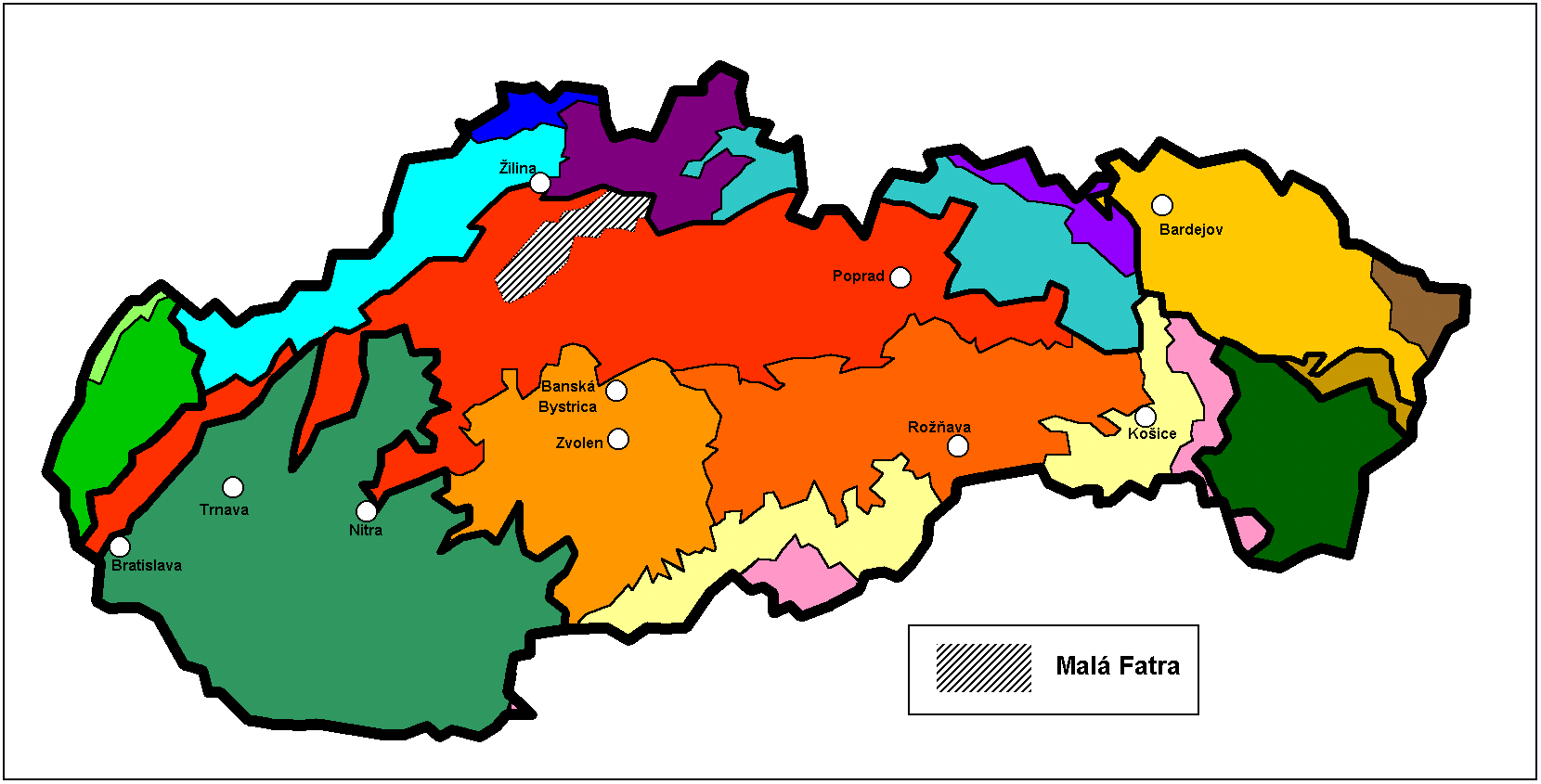
Geomorfologické členění Slovenska- Malá Fatra zvýrazněna šedou barvou

Malá Fatra patří do Fatransko-tatranské oblasti Západních Karpat. Půdorys pohoří představuje nepravidelnou elipsu (poetičtější „křídla motýla“) s celkovou vzdušnou délkou 52 km a největší šířkou 16 km. Charakteristickým znakem je hlavní hřeben, který se klikatí a vytváří rozsochy oddělující hluboká údolí.
V místě zvaném Strečniansky průsmyk je pohoří rozděleno řekou Váh na dva geomorfologické podcelky.
- Na sever od Váhu se nachází Krivánská Malá Fatra, jejíž velká část o rozloze 22 630 ha je od 1. dubna 1988 národním parkem. Pojmenována je podle nejvyššího vrcholu – Velkého Kriváně (1708,7 m). Ohraničená je na východě řekami Váh a Orava a na západě řekou Varínka.

- Na jih od Váhu se nachází Lúčanská Malá Fatra, která je pojmenována podle jejího nejvyššího vrcholu – Veľké lúky (1475,5 m). Lúčanská Fatra je na východě ohraničena řekou Turiec a na západě řekou Rajčianka.

V Strečnianském průsmyku leží také nejnižší místo Malé Fatry, hladina řeky Váh u Strečna, 350 m n. m. Řeka v tomto místě vytváří Domašínský meandr, největší říční meandr na Slovensku. Dále proti směru toku vytváří Váh Kraľoviansky meandr, který odděluje Malou Fatru od Velké Fatry. Malá Fatra odděluje Žilinskou kotlinu od Turčianské kotliny. Na jihozápadě tvoří Fačkovské sedlo hranici se Strážovskými vrchy. Na severu sousedí s Kysuckou vrchovinou, Oravskou Magurou, Oravskou vrchovinou a na východě s Velkou Fatrou.

## Geologická stavba
Malá Fatra je součástí vrásového příkrovu stavby Fatransko-tatranského pásma jádrových pohoří Západních Karpat. Její krystalinické jádro tatrika je tvořeno hlubinnými vyvřelinami mladšího paleozoika (karbonu) granodiority a tonality, které postupně krystalizovaly a vyzdvihovaly se až do dnešní podoby.
Na granitoidním jádru Malé Fatry leží sedimentární obal (jednotka Malej Fatry). Ten je dobře vyvinutý hlavně v severní části pohoří. Vytváří oblast západně od Párnice, oblast Velkého a Malého Kriváně a zasahuje až do Strečna. Samostatným obalovým celkem je Kozolská jednotka, která je zřejmě součástí infratatrika. Nad sedimentárních obalem leží příkrovy z vápenců a dolomitů krížňanský a chočského příkrovu. Sedimentární sled zliechovské jednotky krížňanského příkrovu sahá až do střední křídy a má v této oblasti své typové oblasti. V málo odolných horninách vznikl členitý reliéf s charakteristickými skalami, soutěskami a skalními věžemi (například komplex Rozsutce, Boboty, Sokolie, Vrátna dolina, Tiesňavy). Výraznými krajinotvornými prvky jsou bradlové partie, z krasových forem jsou zastoupeny škrapy, závrty, propasti, kaňony, jeskyně a krasové prameny.

## Vrcholy Malé Fatry

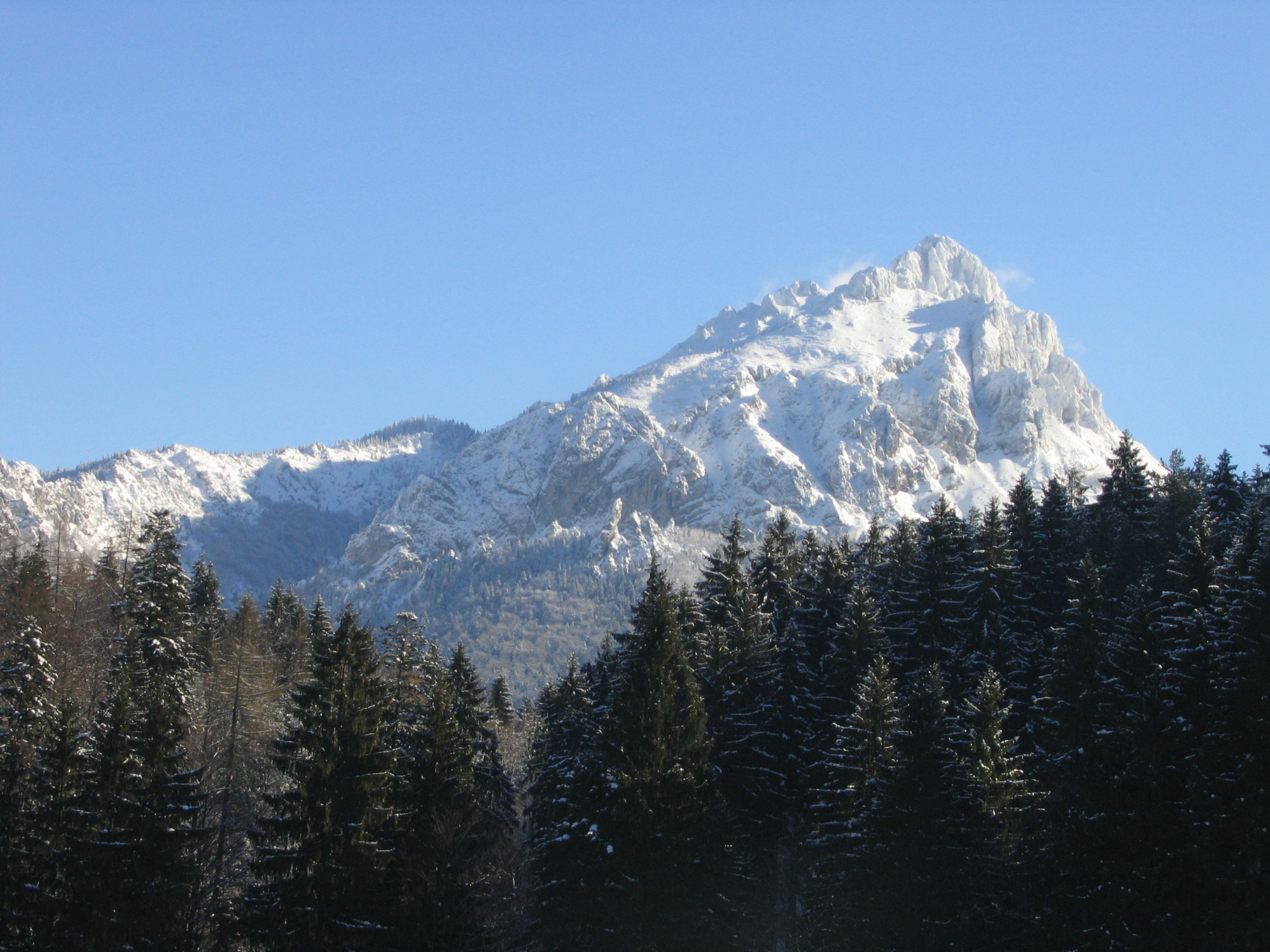
Velký Rozsutec, pohled zpod Poludňového Grúně

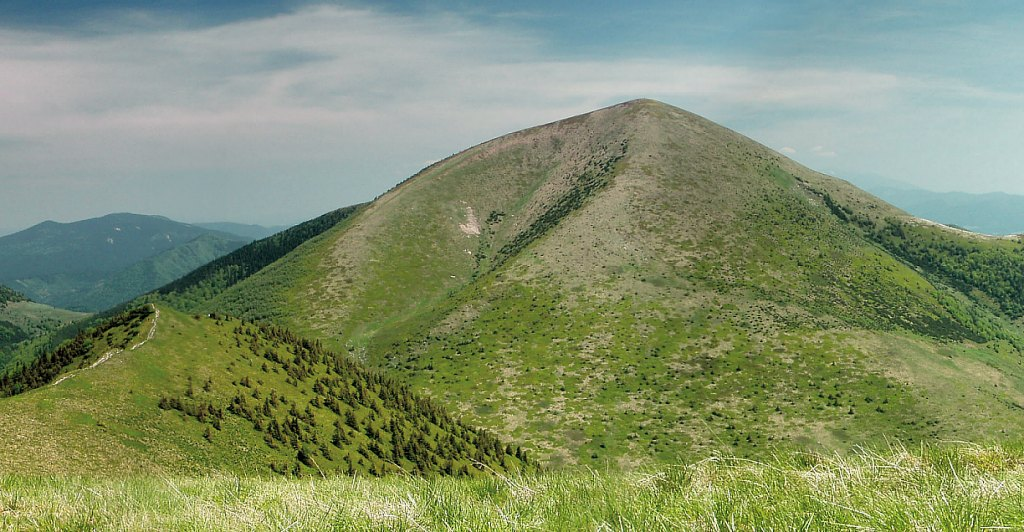
Stoh

Vrcholy Malé Fatry jsou soustředěny především na hlavním hřebeni Krivánské a Lúčanské Malé Fatry. Menší část nižších vrcholů je na kratších bočních hřebenech (Sokolie, Boboty...)

### Vrcholy Krivánské Malé Fatry
- Veľký Kriváň (1708,7 m)
- Malý Kriváň (1670,9 m)
- Chleb (1645,6 m)
- Hromové (1636 m)
- Veľký Rozsutec (1610 m)
- Pekelník (1609 m)
- Stoh (1607 m)
- Steny – (jižní vrchol 1572 m, severní vrchol 1535 m)
- Stratenec (1513 m)
- Suchý (1428 m)
- Poludňový Grúň (1460 m)
- Malý Rozsutec (1344 m)

### Vrcholy Lúčanské Malé Fatry
- Veľká lúka (1475 m)
- Krížava (1456,7 m)
- Veterné (1441,6 m)
- Minčol (1364 m)
- Kľak (1351 m)
- Úplaz (1301 m)
- Hnilická Kýčera (1217,6 m)
- Kozol (1119 m)

#### Další vrcholy Lúčanské Malé Fatry
- Havran (636 m)

## Jeskyně v Malé Fatře
V Malé Fatře se nachází několik jeskyní. Všechny
jsou veřejnosti nepřístupné. Nejdelší je Vyvieračka, která je dlouhá 620 m a která je zčásti zaplavena. V současnosti je zdrojem pitné vody pro obec Terchová.
- Krystalová jeskyně v Malém Rozsutci, Hoblíkova jeskyně, Višňovská jeskyně, Jeskyně v kraľovianskej kope, Horní kraľovianska jeskyně, Střední kraľovianska jeskyně, Stará Stratenecká jeskyně,[2] Kukurišova jeskyně,[2] Žaškovská jeskyně, Adamova jeskyně, Vyvieračka, propast pod Velkým Rozsutcem a další
- Systém medvědích jeskyní se nachází ve Vratné dolině. Patří sem Medvědí jeskyně I a II, Šupicova jeskyně, propast WC-1, dvě suché vyvěračky V1, V2 a Wratnuella (nyní součást Medvědí jeskyně II).[3]

## Vodstvo

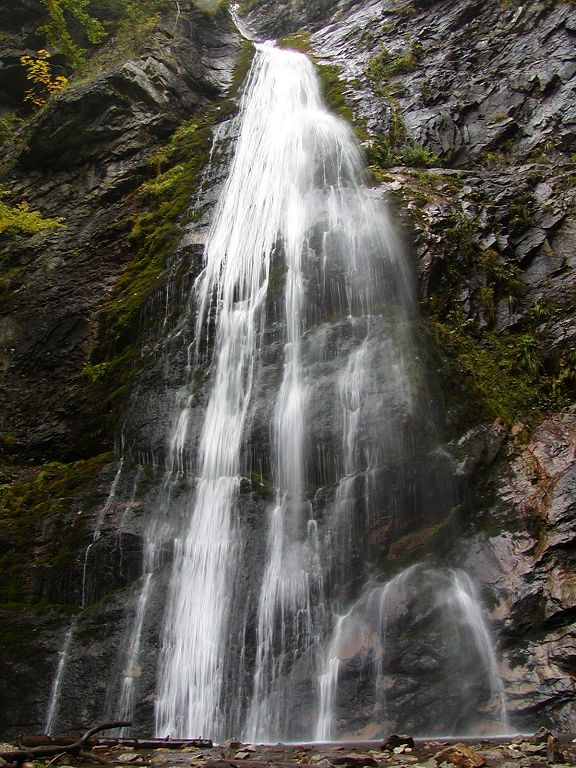
Šútovský vodopád

Celé území Malé Fatry patří do povodí Váhu. Toky mají charakter bystřin, horských řek a potoků s prudkým spádem. Dierový potok vytvořil působivé útvary a vodopády v Jánošíkových dírách.
Severozápad pohoří lemují řeky Varínka a Rajčianka, z východu obtéká pohoří řeka Váh, která dělí Malou Fatru na dvě části a vytváří Přírodní památku Domašínský meandr. Ze severu teče řeka Orava, která ústí do Váhu u obce Kraľovany. Za soutokem těchto řek Váh vytváří působivý a chráněný Kraľoviansky meander. Dále podél toku Váhu je umístěna přehrada Krpeľany s umělým kanálem, která využívá sílu toku na výrobu elektřiny. Ve vesničce Rieka (část obce Šútovo) a v Nezbudské Lúčke se nacházejí zatopené kamenolomy.
V okolí pohoří se nachází několik minerálních pramenů např. u obce Nezbudská Lúčka, Poluvsie, Žaškov, Kamenná Poruba, Rajecká Lesná a hlavně v lázeňském městě Rajecké Teplice. Přímo v pohoří v údolí Slovianska dolina je pramen s názvem Smradľavá voda.

### Vodopády
V oblastech vápenitých hornin vznikly vodopády. Největší a nejkrásnější je Šútovský vodopád. Další se nacházejí v údolí Stohového potoka, v oblasti Jánošíkových dier a nad osadou Bílá (vodopád Padacia na východ od Malého Rozsutce).
- Šútovský vodopád – nejznámější a největší (38 m) vodopád v Malé Fatře,
- NPP Kľacký vodopád – pod vrcholem Kľaku v Lúčanské Malé Fatře,
- Vodopády Dierového potoka – v Jánošíkových dierách,
- Tiesňavy – několik menších vodopádů na říčce Varínka (Vrátňanka),
- Fačkovský vodopád – pod vrcholem Kľaku v Lúčanské Malé Fatře, asi 3 km jihovýchodně od obce Fačkov.

## Fauna a flóra Malé Fatry

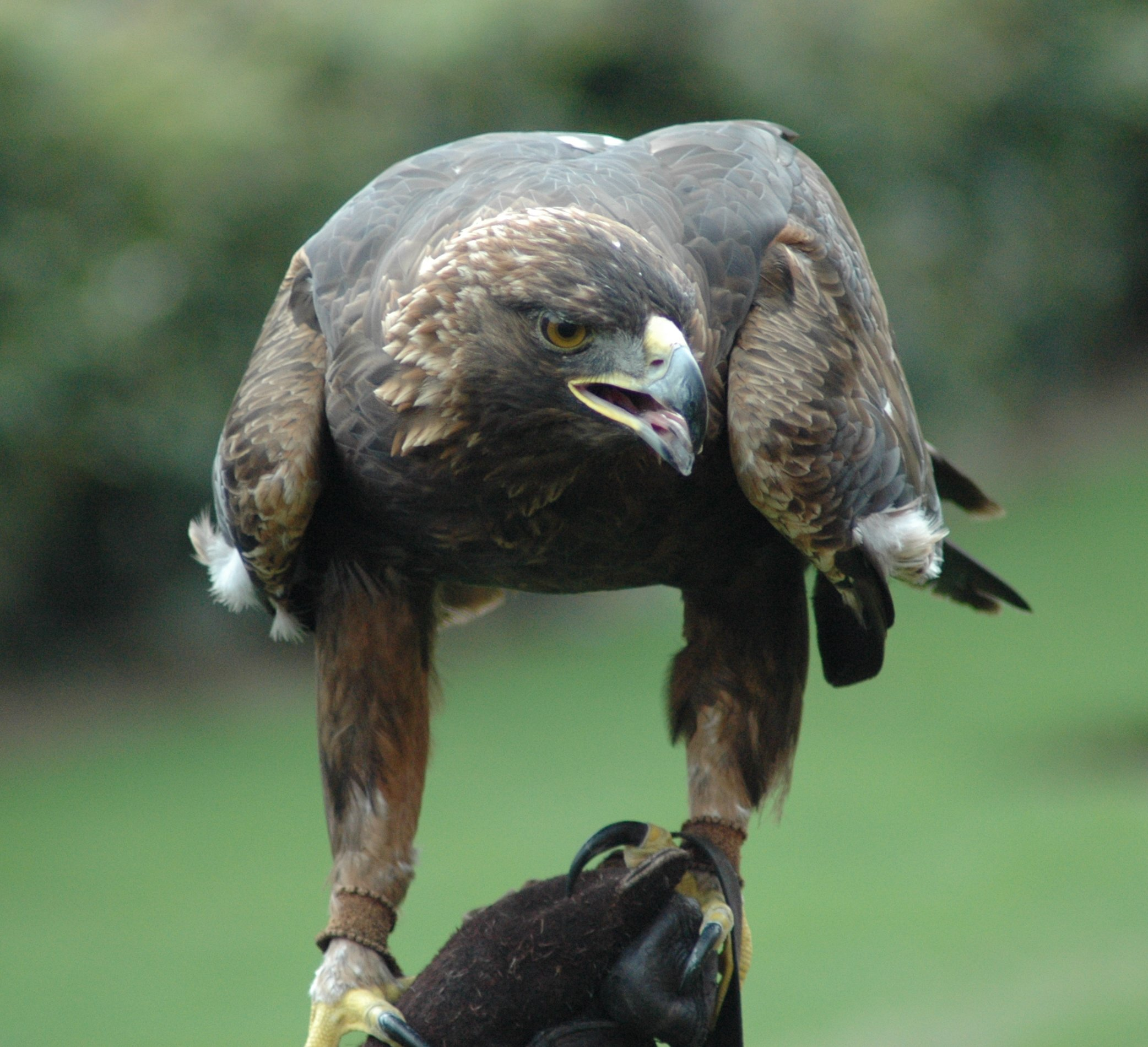
Orel skalní

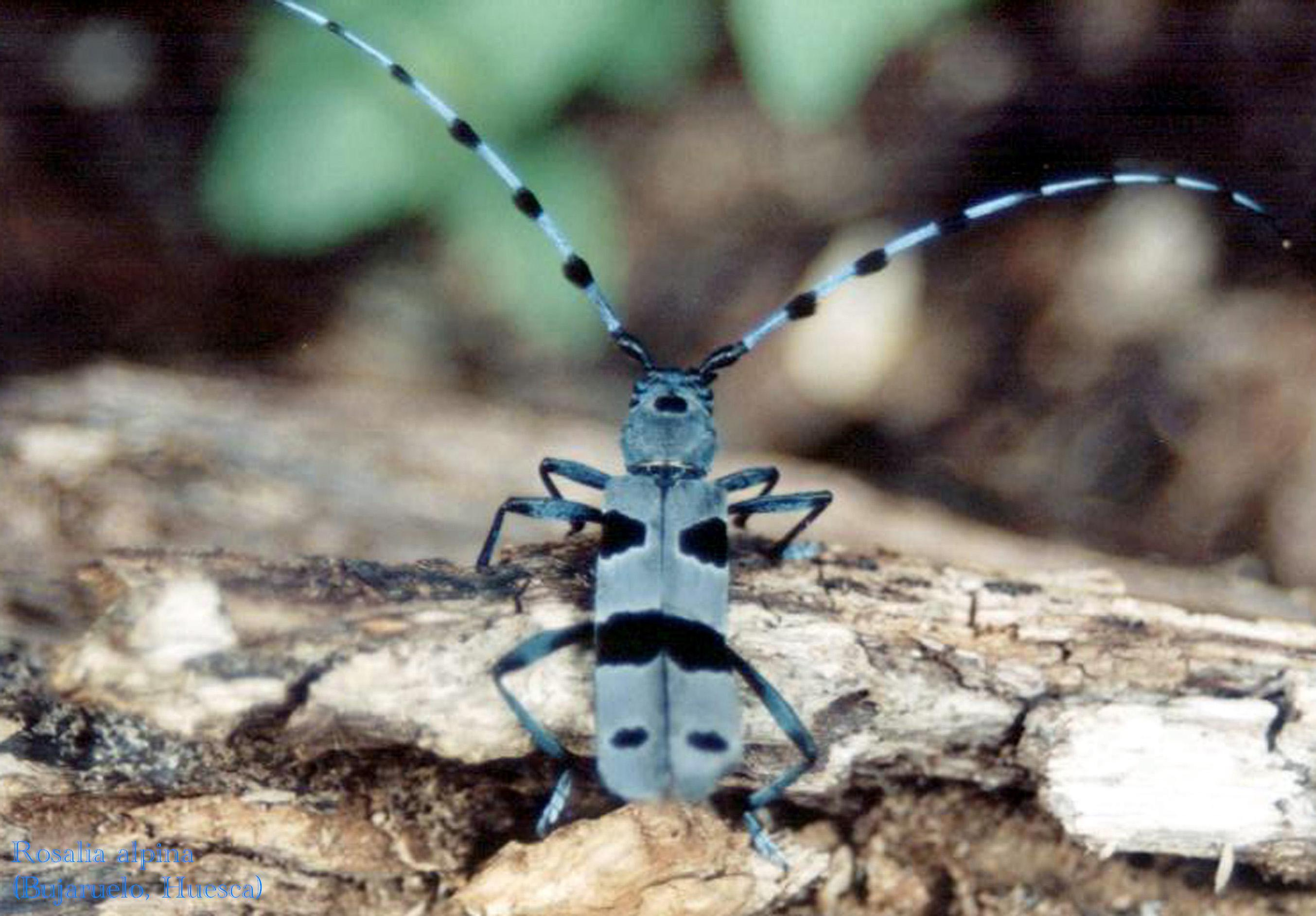
Tesařík alpský

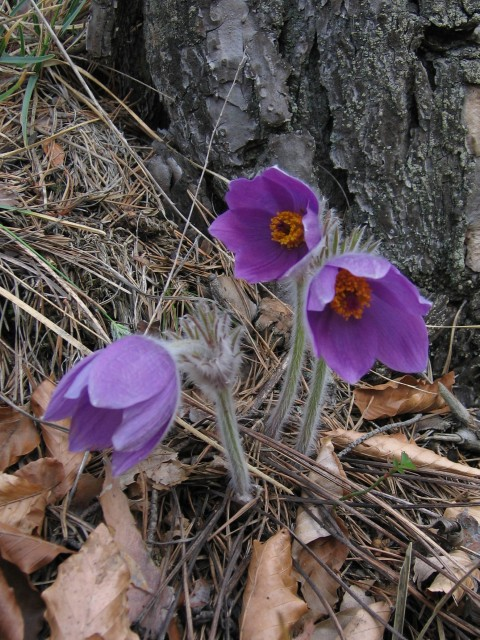
koniklec slovenský úzkolistý

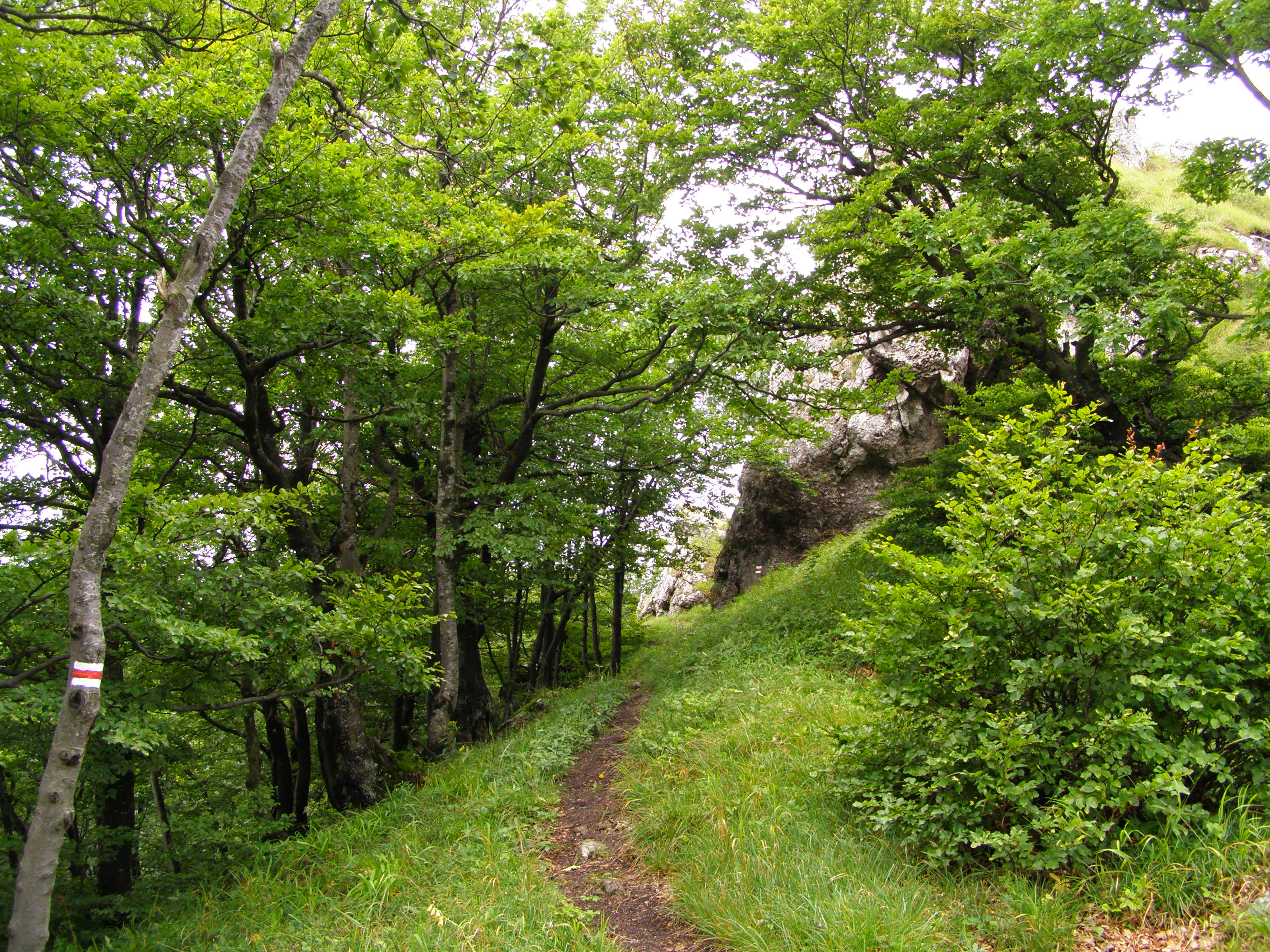
Bukový les a turistická trasa na vrcholu Ostré skály

Pohoří je hustě zalesněné pouze s výjimkou bezlesých hřebenů. V přirozené posloupnosti jsou zachovalé všechny lesní vegetační stupně, od bukovo dubového, smrkového,jedlového až po kosodřevinné. Stupně doplňují skalní společenství, vysokohorské louky (hole), mokřady a prameniště. Na území Malé Fatry bylo zjištěno 26 typů biotopů, 6 druhů rostlin a 29 druhů živočichů evropského významu.

### Fauna
Fauna Malé Fatry je velmi pestrá. Některé druhy patří mezi ohrožené a jsou na Slovensku raritní.
- Savci (výběr): medvěd hnědý (Ursus arctos), rys ostrovid (Lynx lynx), srnec obecný (capreolus capreolus), jelen lesní (Cervus elaphus), vlk obecný (Canis lupus), kočka divoká (Felis silvestris), vydra říční (lutra lutra), ...
- Netopýři (výběr): netopýr ušatý (Myotis Bechstein), netopýr velký (Myotis myotis), netopýr černý (Barbastella barbastellus), vrápenec malý (Rhinolophus hipposideros), vrápenec velký (Rhinolophus ferrumequinum), ...
- Plazi a obojživelníci (výběr): mlok skvrnitý (Salamandra salamandra), užovka stromová (Elaphe longissima), zmije obecná (Vipera berus), kuňka žlutobřichá (Bombina variegata), čolek karpatský (Triturus Montandon), čolek velký (Triturus cristatus), ...
- Ptáci (výběr): orel skalní (Aquila chrysaetos), sokol stěhovavý (Falco peregrinus), výr velký (Bubo bubo), žluna šedá (Picus canus), sýček rousný (Aegolius funereus), strakapoud bělohřbetý (Dendrocopos leucotos), datel černý (Dryocopus martius), lejsek bělokrký (Ficedula albicollis), skalník zpěvný (Monticone saxatilis), ledňáček říční (Alcedo atthis), čáp černý (Ciconia nigra), včelojed lesní (Pernis apivorus), puštík bělavý (Strix uralensis), lelek lesní (Caprimulgus europaeus), strakapoud jižní (Dendrocopos vulgare), chřástal polní (crex crex), sýček vrabčí (Glaucidium passerinum), jeřábek lesní (Bonasa bonasia), ťuhýk šedý (Lanius excubitor), křepelka polní (Coturnix coturnix), rehek zahradní (Phoenicurus phoenicurus), lejsek šedý (Muscicapa striata), tetřev (Tetrao urogallus), tetřívek obecný (Tetrao tetrix), datlík tříprstý (picoides tridactylus), lejsek malý (Ficedula Parva), ...
- Ryby (výběr): Pstruh obecný potoční (Salmo trutta), hrouzek dlouhovousý (Gobio uranoscopus), drsek menší (Zingel streber), mihule karpatská (Eudontomyzon Danford), sekavčík zlatavý (Sabanejewia aurata), vranka obecná (Cottus gobio), ...
- Motýli (výběr): jasoň červenooký (Parnassius apollo), jasoň dymnivkový (Parnassius Mnemosyne), přástevník kostivalový (Callimorpha quadripunctaria), bělásek východní (Leptidea morsei), modrásek očkovaný (Maculinea teleius), modrásek bahenní (Maculinea nausithous), ?†ohniváček rdesnový (Lycaena helle), ...
- Brouci (výběr): střevlík potoční (Carabus variolosus), střevlík Zawadského (Carabus zawadszkii), tesařík alpský (Rosalia alpina), tesařík karpatský (Pseudogaurotina Excellens), lesák rumělkový (Cucujus cinnaberinus), roháč obecný (Lucanus cervus), ...

### Flóra
Geologické podloží, členitý reliéf a velké rozpětí nadmořských výšek podmínily pestrost rostlinstva. Asi 83 % území zabírají lesy, převážně smíšené s převahou listnatých dřevin, zejména buku lesního. Na území Malé Fatry bylo dosud zjištěných více než 900 druhů vyšších rostlin. Z toho je 22 druhů západokarpatských endemitů, 14 karpatských endemitů, 15 karpatských subendemitů a 4 vlastní endemity Malé Fatry, kontryhel Sojákův, kontryhel panenský, světlík stopečkatý a jeřáb fatranský. Svahy vrcholů v pásmu kosodřeviny jsou porostlé keři brusnice borůvky, přesto, že se nachází v národním parku její častý nelegální sběr je viditelný na ustupujícím výskytu. Roste zde i 169 rostlin, které jsou ohroženy (67 kriticky).
Na vápencích a dolomitech lze nalézt několik zákonem chráněné druhy, jako je koniklec slovenský úzkolistý, hvězdnice alpská, hořec Clusiův, dryádka osmiplátečná, stračka karpatská, upolín evropský (Trollius europaeus) a další.
Na území rostou i masožravé rostliny nejčastěji tučnice obecná (Pinguicula vulgaris), tučnice alpská (Pinguicula alpina) a z rosnatek rosnatka okrouhlolistá (Drosera rotundifolia) a vzácně i rosnatka anglická (Drosera Anglica).
- Další významné rostliny: střevíčník pantoflíček (Cypripedium calceolus), hvozdík lesklý (Dianthus nitidus), koniklec slovenský (Pulsatilla slavica), oměj tuhý moravský (Aconitum firmum subsp. Moravicum), hornice alpská karpatská (Tozzi carpathica), zvonek kopinatý (Campanula serrata), kozinec chladnomilný (Astragalus frigidus), plavuník alpínský, (Diphasiastrum alpinum), plavuň vidlačka (Lycopodium clavatum), měkčilka jednolistá (Malaxis monophyllos), sedmokvítek evropský (Trientalis europaea), kopytník evropský (Asarum europaeum), konvalinka vonná (Convallaria majalis), plicník měkký (Pulmonaria mollis), plicník tmavý (Pulmonaria obscura), kostival hlíznatý (Symphytum tuberosum), klinopád obecný (Clinopodium vulgare) a konopice velkokvětá (Galeopsis speciosa).[5]

## Zajímavosti
V Malé Fatře je několik přírodních zajímavostí. Ze všech třeba zmínit například Krystalová jeskyně v Malém Rozsutci, Mojžíšovy prameny, Domašínský meandr, Lipnerova rizňa a Jánošíkove diery.
Nedaleko chaty Vrátna se nachází symbolický hřbitov z roku 1998, který je věnován obětem neštěstí v horách. Je na něm nápis "Mŕtvym na pamiatku, živým pre výstrahu."

## Turistický ruch

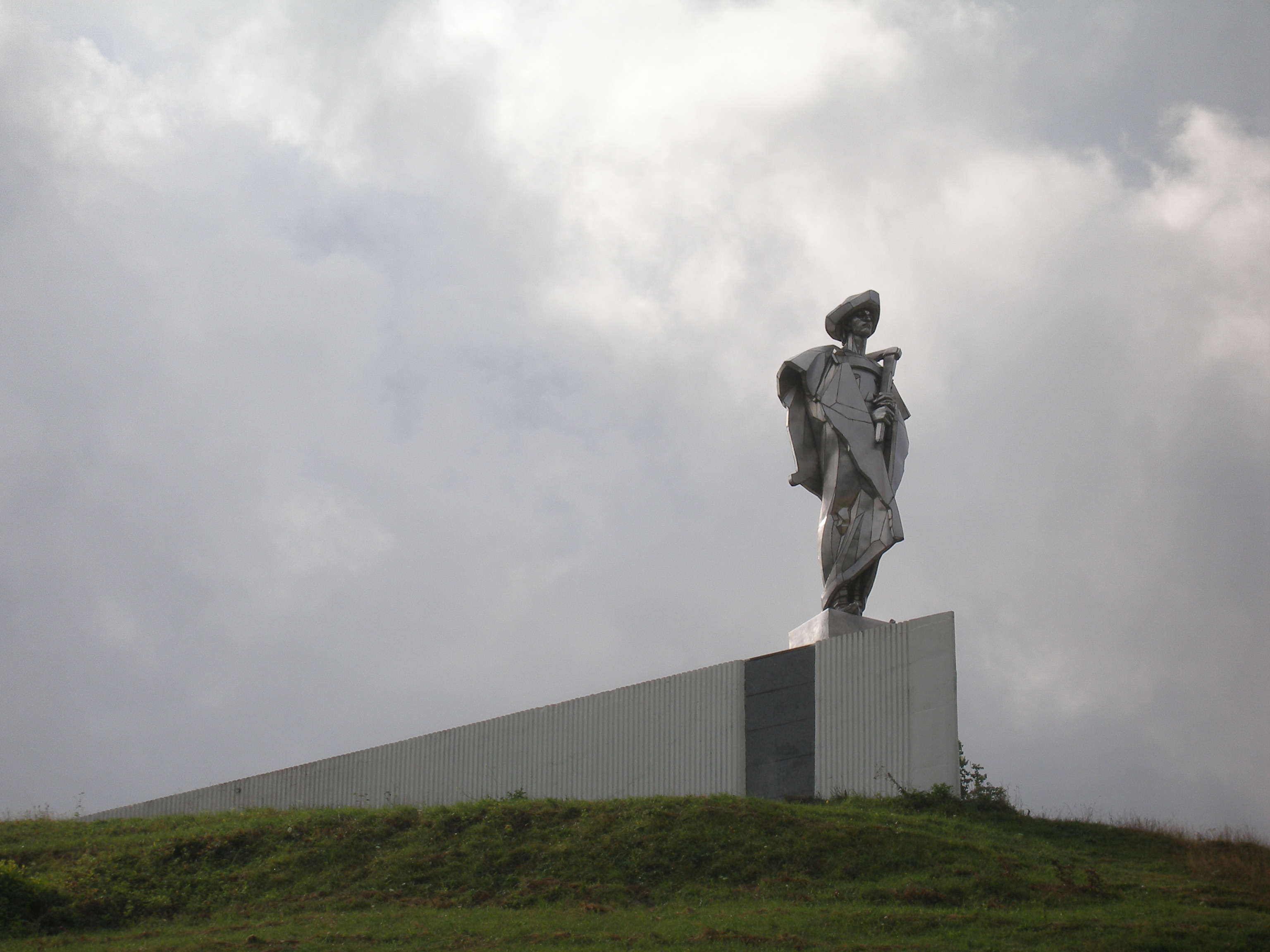
Socha Juraje Jánošíka v obci Terchová, autor Ján Kulich

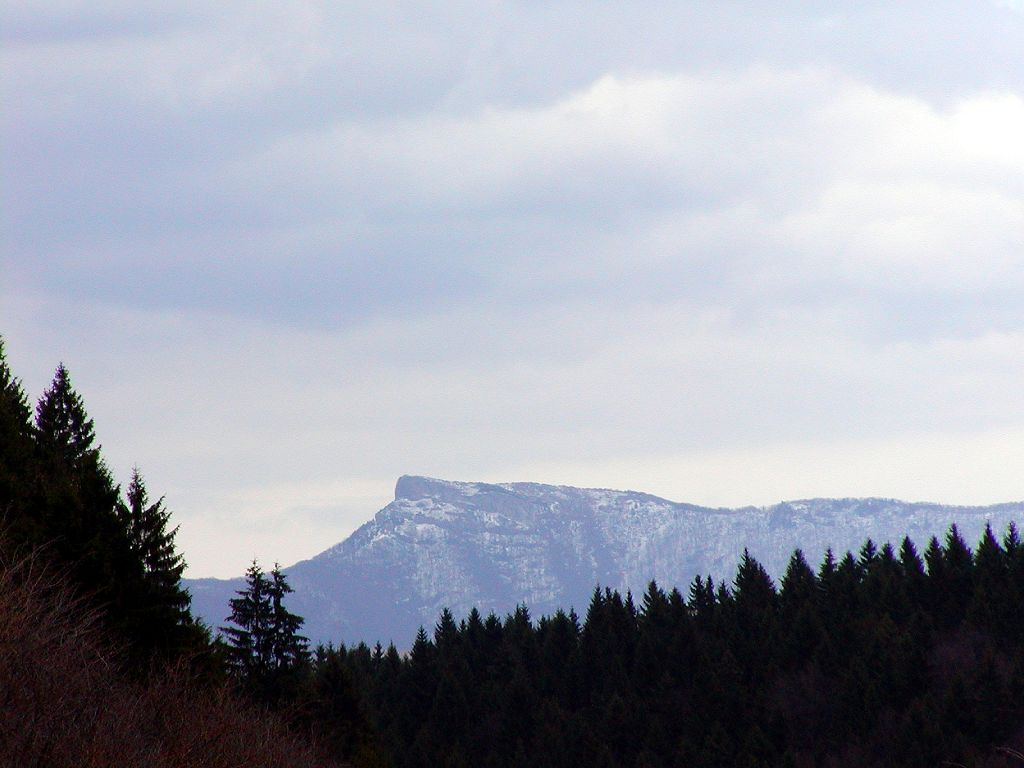
Lúčanská Malá Fatra – Kľak

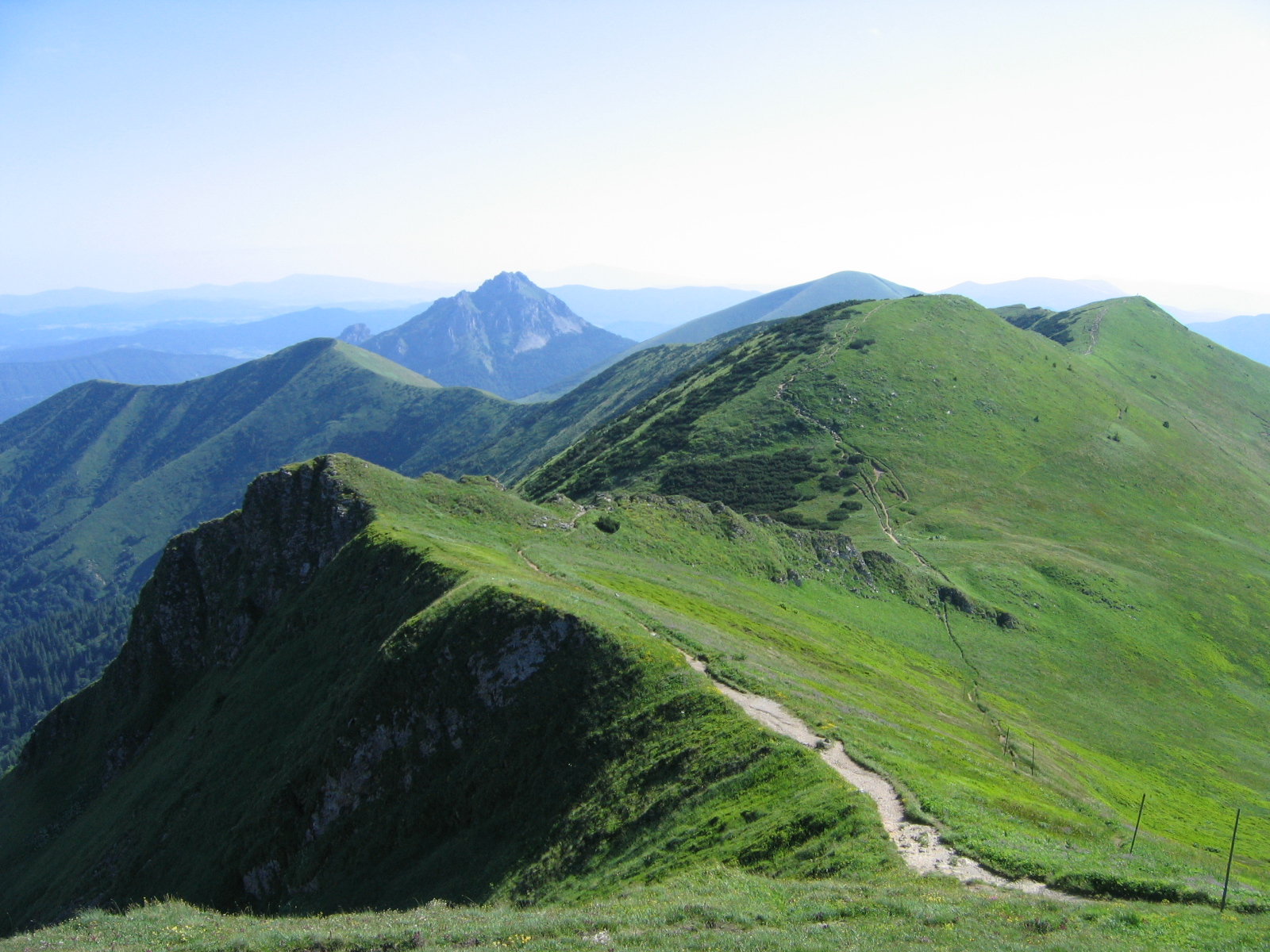
Hlavní hřeben Krivánské části Malé Fatry, pohled z Chlebu. V popředí Hromové, Steny, Poludňový grúň (zcela vlevo), v pozadí téměř zakrytý Stoh a Veľký Rozsutec

Oblast Malé Fatry je oblíbenou letní i zimní turistickou lokalitou. Nejznámější turistickou oblastí je Vrátna dolina. Z dalších známých středisek především zimní turistiky třeba zmínit tyto: Lučivná, Valčianska dolina, Rajecká Lesná, Fačkovské sedlo, Martinské hole, Pod Jedľovinou a jiné. Okolí nabízí také možnosti pro cykloturistiku a hustou síť cyklistických tras. V obcích Nižné Kamence, Varín, Rajecké Teplice se nacházejí kempy. Ve vesnici Strečno funguje tradice plavby na vorech po Váhu. Ve Štefanové se nachází naučná stezka Naučná stezka Štefanová, její trasa je totožná se žlutou turistickou trasou Nové Diery – Podžiar – Štefanová. V Terchové se nachází relaxačně informační centrum s možností koupání.
Řada turistických zajímavostí nabízejí i města Žilina, Martin, lázeňské město Rajecké Teplice a obec Terchová, která je centrem kultury a turistického ruchu.

### Hřebenovka Malé Fatry
Snad nejatraktivnějším turistickým zážitkem v Malé Fatře je přechod vrcholového hřebene. Tato několikadenní túra patří svým charakterem, ve kterém se střídají luční (holiny), skalní, kosodřevinové a lesní partie k nejkrásnějším hřebenovkám na Slovensku.
Hřebenovka se v principu dělí na dvě samostatné části: hřeben Lúčanské a Krivánské Malé Fatry.

#### Hřeben Lúčanské Malé Fatry
Následuje popis hlavního hřebene Lúčanské Malé Fatry od jihozápadu, k severovýchodu, od Fačkovského sedla (802 m n. m.). Prvním vrcholem je charakteristický skalnatý kopec Kľak (1352 m n. m.), jehož vrchol je výborným vyhlídkovým bodem. Pod ním se nachází Kľacký vodopád. Hřeben pokračuje přes Ostrou skálu (1220 m n. m.), Vrícke sedlo (950 m n. m.) na skalnatý vrchol Skalky (1191 m n. m.). Odtud pod kótu Janková (1163 m n. m.) mírně do Sedla pod Úplazom (988 m n. m.), které je křižovatkou turistických tras. Nad sedlem je vrchol Úplazu (1085 m n. m.) a pod ním Sedlo pod Hnilickou Kýčerou (1028 m n. m.) s pramenem pitné vody a křižovatkou značkovaných turistických cest.
Hlavní hřeben pokračuje strmě nahoru na vrchol Hnilické Kýčery (1218 m n. m.), která je výborným vyhlídkovým bodem. Z vrcholu se hřeben táhne převážně lesem přes sedlo Maríková (990 m), Kopu (1232 m), Hornú lúku (1299 m n. m.) na Veterné (1442 m n. m.). Odtud pokračuje delší úsek lučnatého, bezlesého hřebenu. Dalším vrcholem je nejvyšší bod hřebenu, podle kterého dostalo celé pohoří své jméno – Veľká lúka (1475 m n. n). Tato část pohoří bývá často po deštích rozmočena, mimo jiné též proto, že se zde nalézají rašeliniště. Z Velké louky vede hřeben na Krížavu (1457 m n. m.), na které se nacházejí různé telekomunikační vysílače. Kótou Zázrivá (1394 m n. m.) hřeben pokračuje na Minčol (1363 m n. m.), pod kterým se nacházejí památníky na prudké boje, které zde probíhaly v době druhé světové války během Slovenského národního povstání. Od kóty Úplaz (1301 m n. m.) klesá hřeben do lesa přes sedlo Javorina (967 m n. m.) do obce Strečno.

#### Hřeben Krivánské části Malé Fatry
Hlavní hřeben Krivánské Malé Fatry se začíná v obci Nezbudská Lúčka u Váhu a pokračuje po červené turistické značce okolo hradní zříceniny Starhradu, dále okolo chaty pod Suchým na vrchol Suchý (1468 m). Odtud hřeben pokračuje přes sedlo Vráta (1462 m) na Stratenec (1513 m), potom přes sedlo Priehyb (1462 m) na Malý Kriváň (1671 m), druhý nejvyšší vrchol Malé Fatry. Sedlem Bublen (1510 m) a vrcholem Pekelníka (1609 m) je Malý Kriváň oddělen od nejvyššího vrcholu pohoří, kterým je Veľký Kriváň (1709 m). Hřeben se dále táhne přes Snilovské sedlo (1524 m) s horní stanicí lanovky na Chleb (1646 m), Hromové (1636 m), Steny, Poludňový grúň (1460 m) do Stohového sedla (1230 m). Odtud pokračuje na výrazný vrchol Stohu (1607 m) a přes sedlo Medziholie (1185 m) na nejkrásnější vrchol – Veľký Rozsutec (1610 m). Hřeben klesá do sedla Medzirozsutce (1225 m) a naposledy stoupá na skalnatý Malý Rozsutec (1344 m). Červená turistická značka na hřebeni pokračuje do obce Zázrivá.

### Lyžařská střediska
Oblast Malé Fatry patří k oblíbeným lyžařským destinacím.
Nejznámější je v tomto směru Vrátna dolina. Nacházejí se v ní střediska Paseky se čtyřsedačkovou lanovkou, Poludňový Grúň, oblast Kriváně s moderní kabinkovou lanovkou na Snilovské sedlo, svah Oštiepková mulda – možnost lyžování do pozdního jara, Príslop a jiné.
I další malofatranské oblasti jsou zajímavé a několik se postupně stávají důležitými centry místního turistického ruchu. Patří k nim například tyto: Lučivná, Havrania, Valča (Snowland Valčianska dolina), Rajecká Lesná, Fačkovské sedlo, Martinské hole a Pod Jedľovinou.

### Malofatranské turistické chaty a horské hotely

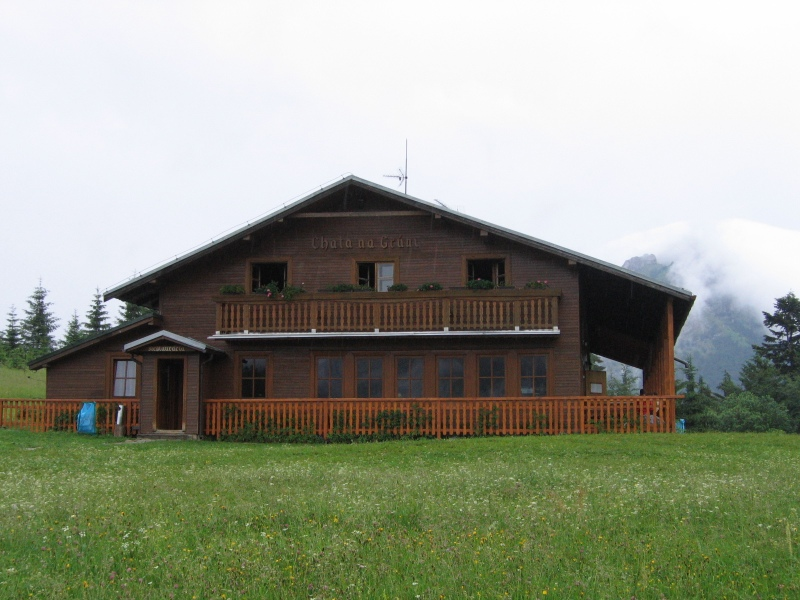
Chata na Grúni, v pozadí v oblacích zahalen Veľký Rozsutec

V Malé Fatře je možnost ubytování a stravování ve více horských chatách a hotelích. V okolních obcích je velké množství privátů. Několik horských chat bylo během druhé světové války vypáleno. V roce 1985 vyhořela populární chata pod Rozsutcem (v sedle Medziholie) a už nikdy nebyla obnovena.
- Chaty a horské hotely: Chata pod Suchým – Chata Vrátna – Chata pod Chlebom – Chata na Grúni – Chata pod Kľačianskou Magurou – Chata na Martinských holích – Hotel Boboty – Horský Hotel Havrania (Zázrivá) – Hotel pod Sokolím

### Hrady

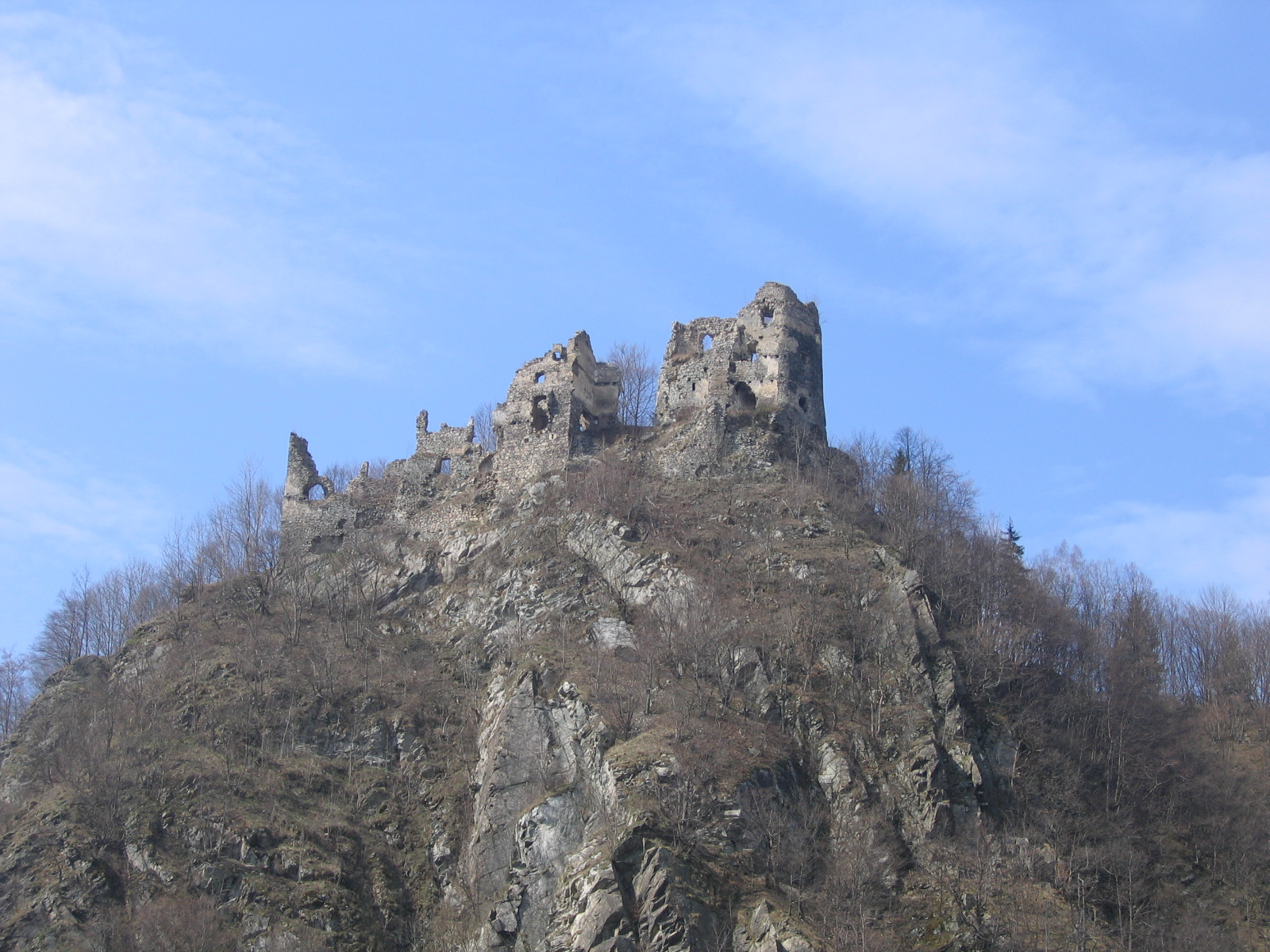
Starhrad

V oblasti Malé Fatry a jejím blízkém okolí se nachází několik hradů, zámků a kaštelů, z nichž jsou některé zříceniny a některé jsou přeměněny na muzea. Přímo v Malé Fatře se nacházejí pouze hrady Strečno, Starhrad a Kuneradský zámek. Strečanské hrady byly postaveny, aby střežily důležitou trasu přes Strečnanský průsmyk. Další hrady v okolí jsou: Oravský hrad, Lietavský hrad, Budatínský hrad a Znievský hrad.

## Obyvatelstvo
Obyvatelstvo tvoří téměř výhradně Slováci. Největší osadou, která se nachází přímo v pohoří je Štefanová ve Vrátné dolině. Další osady jsou Frankovci, Biela (Zázrivá), Jánošikovo a
jiné. Hory jsou řídce obydleny, převážně samotami. Od 15. do 16. století obývali severní část pastevecké rodiny Valachů. Jejich potomci jsou dnes již asimilováni s většinovým obyvatelstvem. Pro vesnice Terchová a Zázrivá jsou typické četné lazy, které jsou roztroušeny po jejich katastrálním území. V Terchové se nachází až 68 osad.

### Folklór
Relativní odlehlost regionu umožnila vytvořit některé specifické druhy oblékání, tance a hudby. Zachovalé jsou i prvky lidové architektury, například pastevecké obydlí.
V oblasti Malé Fatry je několik rázovitých obcí, které jsou známé svým jedinečným folklorem. Nejznámější vesnicí v tomto směru je Terchová, ve které se každoročně koná velký mezinárodní folklorní festival Jánošíkove dni. Festival se koná i přímo ve Vrátné dolině, např. koňský vozový průvod z Terchové do Vrátné. V obci Terchová se nachází i expozice Povážského muzea – Jánošík a Terchová. Obec Zázrivá je známá výrobou sýrových korbáčiků a lidovými tradicemi. Zvláštní zmínku si zaslouží velké dřevěné vyřezávané pohyblivé betlémy – Slovenský betlém v obci Rajecká Lesná a betlém v kostele sv. Cyrila a Metoděje v Terchové. Nedaleko Martina se nachází Muzeum slovenské dědiny. V obci Trnové u Žiliny se nachází nejzápadnější dřevěný kostelík na Slovensku Kostel svatého Jiří.

## Chráněná území v Malé Fatře

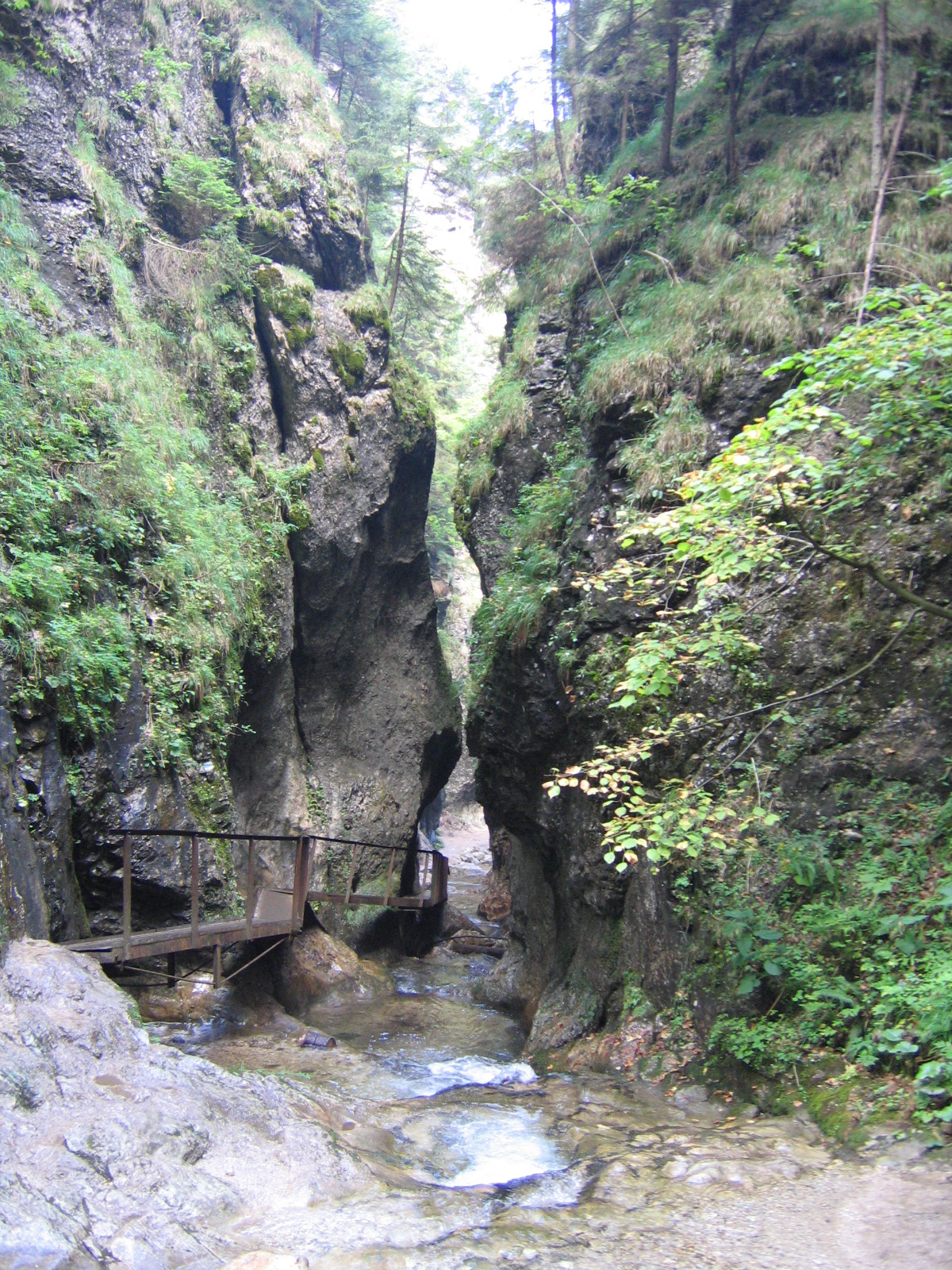
Malá Fatra, Dolné diery, část Jánošíkových dier

Krivánská Malá Fatra má zákonnou ochranu od roku 1967 jako
Chráněná krajinná oblast Malá Fatra a v roce 1988 byl na tomto území vyhlášen Národní park Malá Fatra. Hranice národního parku jsou téměř totožné s územím evropského významu Natura 2000. Nejcennější plochy území jsou chráněny jako národní přírodní rezervace a přírodní rezervace s 5. stupněm ochrany. Pro ochranu ptactva se na území Malé Fatry vytvořila Chráněná ptačí oblast Malá Fatra, která je čtvrtá největší ptačí oblast (71 481 ha) na Slovensku. Celkově se v Malé Fatře nachází 16 národních přírodních rezervací, 9 přírodních rezervací, 5 přírodních památek a 2 chráněny areály.

## Negativní vlivy

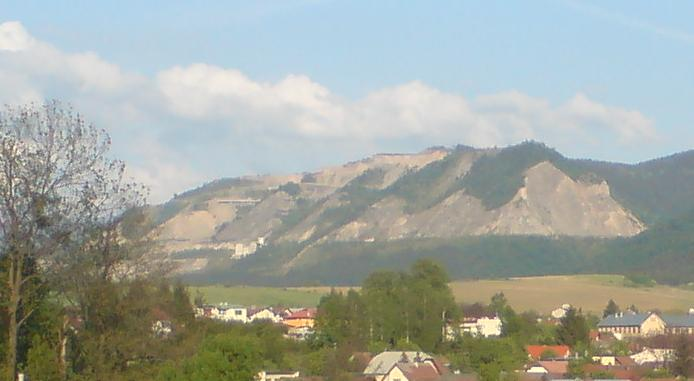
Povrchový lom na vrcholu Polom, který zásobuje vápencem blízkou vápenku v obci Varín

Malá Fatra patří mezi často navštěvované turistické lokality. S tím souvisí i negativní vlivy na prostředí. Právě rekreační aktivity a výstavba s nimi souvisejících staveb nejvíce zatěžují životní prostředí v okolí. Zátěží je také nelegální sběr a to zejména borůvek a hub. V Lúčanské Fatře se v částech hor Polom a Dubník nacházejí velké povrchové lomy, kde probíhá těžba vápence. V pohoří se nacházejí i další menší povrchové lomy nebo říční ložiska štěrku. Na území má vliv i výstavba dálnice D1 v úseku Dubná Skala – Turany, která přes pohoří prochází tunelem Višňové. Lidským zásahem bylo ohroženo i Šujské rašeliniště.
Měřením povrchových vod byl zjištěn obsah síranů (od 13,9 mg l−1 Bílá až do 43,6 mg l−1 Istebnianka). Výsledky naznačují vliv dálkového přenosu znečištění z Polska a Česka a z lokálního průmyslu (Kovohutě Istebné).

## Doprava
Strečnianský průsmyk je frekventovaná dopravní tepna, která spojuje dvě největší města v okolí Žilinu a Martin. Prochází jím silnice I. třídy číslo 18 a Železniční trať Košice–Žilina, která je v tomto úseku vedena částečně tunely. V tomto úseku se zároveň buduje nejdelší tunel na Slovensku Tunel Višňové jako součást dálnice D1.